# Hecht-Scott-Syndrom
Das Hecht-Scott-Syndrom ist eine sehr seltene angeborene Erkrankung mit den Hauptmerkmalen Fibula-Aplasie, Tibiale Campomelie und Oligosyndaktylie, daher auch das Akronym FATCO-Syndrom.
Synonyme sind:  englisch Fibular aplasia, tibial campomelia, and oligosyndactyly syndrome; Terminal transverse defects of the limbs associated with congenital heart malformations; Limb deficiency-heart malformation syndrome
Die Namensbezeichnung bezieht sich auf die Erstautoren der Erstbeschreibung aus dem Jahre 1981 durch die US-amerikanische Humangenetikerin Jacqueline T. Hecht und den Pädiater Charles I. Scott.
Das Akronym wurde im Jahre 2005 von W. Courtens und Mitarbeiter vorgeschlagen.

## Verbreitung
Die Häufigkeit und Ursache sind bislang nicht bekannt.

## Klinische Erscheinungen und Diagnose
Klinik und Diagnose ergeben sich aus den im Akronym genannten Veränderungen.

## Therapie
Die Behandlung ist unter den jeweiligen Merkmalen beschrieben.